# 雷沙迪耶清真寺

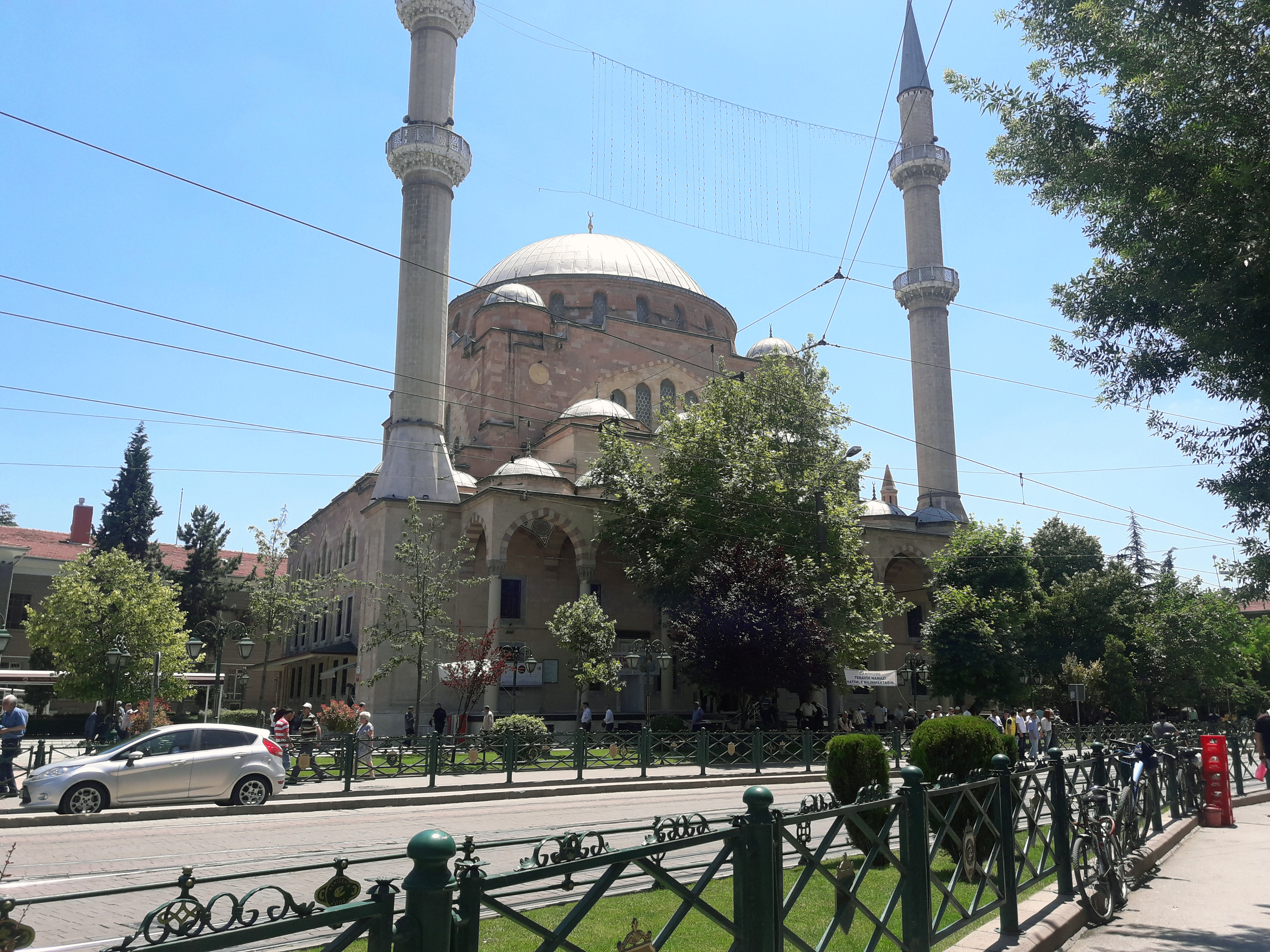
雷沙迪耶清真寺

雷沙迪耶清真寺是土耳其埃斯基謝希爾的一座清真寺。
清真寺位於奧登帕扎里區的Arifiye社區，而清真寺西北部的街道也被命名為雷沙迪耶。
該清真寺由奧斯曼帝國蘇丹穆罕默德五世 (1909 - 1918) 於1916年建造，他也被稱為 Reşat。 1979年保留原名重建。雖然它的建築師是 Cevat Ulger，但它是在其建築師去世後完成的。
帶有兩個尖塔的清真寺是根據Eminönü、伊斯坦布爾的歷史，新清真寺的風格設計的。